# Рин Тин Тин
Рин Тин Тин (англ. Rin Tin Tin) — собака породы немецкая овчарка, известная своими ролями в фильмах «Зов Севера», «Рин Тин Тин спасает своего хозяина», «Геройский поступок Рин Тин Тина».

## Происхождение имени
Рин Тин Тин родился в сентябре 1918 года. 15 сентября 1918 года во время Первой мировой войны в Лотарингии американский капрал Ли Дункан (Lee Duncan), сражавшийся во Франции, подобрал на развалинах дома, пострадавшую от бомбёжки, немецкую овчарку с пятью щенками. Овчарку американские солдаты вылечили, назвали её Бетти Фландрская и оставили у себя. Дункан забрал двух её щенков и дал им имена Рентентен и Ненетта.

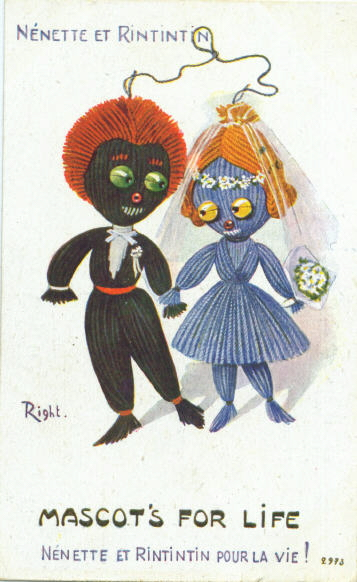
Свадьба Рентентена и Ненетты

Рентентен и Ненетта — это имена кукол, которые служили талисманами удачи во Франции во время Первой мировой войны. В то время, когда Париж страдал от натиска немецких войск, родилась песня, в которой рассказывалось о влюблённой паре Рентентене и Ненетте, которая избежала взрыва. Чаще всего их изготавливали из шерсти или из ваты, члены семьи делали этих кукол и давали их своим отцам, братьям и мужьям, чтобы те брали их с собой на поле сражения. Солдаты прикрепляли маленьких кукол к петлицам, а те, кто оставался в тылу, держали Рентентена и Ненетту в доме и носили под одеждой, чтобы защититься во время бомбардировки. Эти куклы были необычайно популярны, о них сочиняли песни, были изготовлены их версии из фарфора, были напечатаны открытки, где изображались различные этапы жизни Рентентена и Ненетты: романтические свидания, свадьба, совместная жизнь, рождение детей и т. д. Был даже снят небольшой фильм (считается давно утерянным). Традиция дарить Рентентена и Ненетту как знак любви и удачи продолжалась до 1950-х годов.

## Начало
Дункан ещё до войны планировал заниматься разведением и обучением собак-овчарок в Америке, и даже посетил лагерь военнопленных, где встречался с пленным немецким инструктором для консультаций. Рин Тин Тин до окончания войны служил связным в армии, и Дункан заметил, что пёс очень сообразительный и хорошо поддаётся дрессировке. Вскоре после войны Нанетта умерла от пневмонии, а Рин Тин Тина Дункан увёз к себе домой в Калифорнию. В Америке Рин Тин Тин принимал участие во многих собачьих выставках и соревнованиях, и на одной из таких выставок он поразил всех, когда с лёгкостью преодолел барьер более 3,50 метров в высоту. После шоу кинопродюсер Чарльз Джонс предложил Дункану снять фильм о Рин Тин Тине. Фильм получил название «Rinty», а Рин Тин Тин получил свой первый гонорар в размере 350 долларов.
В 1922 году Дункан оказался в нужное время и в нужном месте, когда молодая в то время кинокомпания «Warner Bros.» терпела убытки и была на грани закрытия. На киностудии пытались снять сцену с участием волка, который никак не хотел подчиняться требованиям режиссёра. Дункан предложил на роль волка Рин-Тин-Тина, и в результате фильм «Человек с дьявольской реки» (The Man from Hell’s River), в котором снялся Рин-Тин-Тин, имел большой успех, а пёс, на момент съёмок той картины бывший лишь начинающим киноактёром, стал сенсацией и героем, который позволил компании «Warner Bros.» спастись от банкротства и занять впоследствии достойное место в Голливуде. Сценарии для фильмов с Рин Тин Тином писал молодой Дэррил Занук

## Подъём карьеры
Следующую роль волка Рин Тин Тин исполнил в фильме 1923 года «Там, где начинается Север» (Where The North Begins), он играл с актрисой Клер Адамс. Затем были знаменитая роль Кинга в фильме «Тени Севера» (Shadows of the North) (1923), не менее знаменитый волк Лобо в «Стычке волков» (Clash of the Wolves) (1925), пёс Ринти в «Охотнике» (The Man Hunter) 1925 года. Рин Тин Тин снялся в двадцати шести фильмах, вёл на радио собственное шоу и заслужил звезду на Аллее славы в Голливуде. Рин Тин Тин был очень популярен: его изображение было на открытках и значках, выпускались игрушки и фигурки Рин Тин Тина, он был героем комиксов, поклонники присылали ему тысячи писем в день, а James W. English написал книгу «The Rin Tin Tin Story». Рин Тин Тин даже сам «подписывал» контракты, оставляя на официальной бумаге отпечаток лапы.
С 5 апреля 1930 года и до 1955 года на радио выходил радиоспектакль с участием персонажа «Рин Тин Тин» (после смерти Рин Тин Тина в передаче участвовали и другие собаки-актёры под псевдонимом «Рин Тин Тин»). В спектакле использовался голос Рин Тин Тина, передача транслировалась по субботам в 8:15 часов до марта 1931 года, а затем стала выходить в четверг в 8:15 вечера. Заключительная серия радиоспектакля транслировалась 2 января 1955 года.

## Конец
Дункан очень любил Рин Тин Тина, он совершенно не стремился к личной славе, относился к овчарке как к лучшему другу. James W. English в своей книге «The Rin Tin Tin Story» писал, что жена Дункана подала на развод, мотивируя тем, что Дункан любит собаку больше, чем её. После смерти Рин Тин Тина у Дункана остался Рин Тин Тин II, затем Рин Тин Тин III, и так далее, все — потомки Бетти Фландрской. После того, как началась Вторая мировая война, Ли Дункан занял пост главного инструктора по подготовке боевых собак для Армии США. В 1950-х годах два потомка Рин Тин Тина сыграют в сериале «Приключения Рин Тин Тина».
Рин Тин Тин умер в 1932 году. В 1934 году Дункан решил перевезти останки своего любимца на его родину, во Францию, и сейчас могила Рин Тин Тина находится на первом в Европе кладбище для животных Симетьер де Шьен, открытом в 1899 году, которое расположено на северо-западе от Парижа, между пригородами Клиши-ла-Гаренн и Аньер-сюр-Сен. Здесь захоронены многие известные животные, сделавшие славу сами себе или принадлежащие каким-либо известным людям: Драк — собака королевы Греции Елизаветы Румынской, кошка Камиля Сен-Санса, собака-актёр Принц Уэльский, игравший во всемирно известном парижском театре «Gymnase». В настоящее время (2009 г.) в Техасе существует музей Рин Тин Тина.
В марте 2016 года в Нидерландах был обнаружен фильм «Гонка на выживание» (1928) с участием Рина Тин Тина, который долгое время считался утерянным.

## Фильмография
- 1922 Человек с Адской реки / The Man from Hell’s River — Рин Тин Тин
- 1922 Мой отец / My Dad — Рин Тин Тин
- 1923 Там, где начинается Север / Where the North Begins — волк
- 1923 Тени Севера / Shadows of the North — пёс Кинг
- 1924 Привет, Фриско (короткометражка) / Hello Frisco (a 10 minute short)
- 1924 Найти человека / Find your Man — пёс Бадди
- 1925 Маяк у моря / The Lighthouse by the Sea — Рин Тин Тин
- 1925 Стычка волков / Clash of the Wolves — Лобо, вожак волчьей стаи
- 1925 Следуя в Страну Снегов / Tracked in the Snow Country — Рин Тин Тин
- 1925 Ниже уровня / Below the Line — Рин Тин Тин
- 1926 Полночный крик / The Night Cry — Рин Тин Тин
- 1926 Герой из страны Большого Снега / A Hero of the Big Snows — Рин Тин Тин
- 1926 Пока Лондон спит / While London Sleeps — Ринти (Rinty)
- 1927 Холмы Кентукки / Hills of Kentucky — Серый Призрак
- 1927 Стальные когти / Jaws of Steel — пёс Ринти (Rinty)
- 1927 Преследуемый полицейскими / Tracked by the Police — Ринти (Rinty)
- 1927 Пёс полка / A Dog of the Regiment — пёс Ринти (Rinty)
- 1928 Гонка на выживание / A Race for Life — пёс Ринти (Rinty)
- 1928 Покинутый Ринти / Rinty of the Desert — пёс Ринти (Rinty)
- 1928 Страна Серебряной Лисы / Land of the Silver Fox — пёс Ринти (Rinty)
- 1928 Знаменитый пёс-актёр Warner Brothers / The Famous Warner Brothers Dog Star — Рин Тин Тин
- 1928 Рин Тин Тин и его хозяин и друг мистер Ли Дункан (короткометражка) / Rin Tin Tin and his Owner and Friend, Mr. Lee Duncan — Рин Тин Тин
- 1929 Денежная кабала / The Million Dollar Collar — пёс Ринти (Rinty)
- 1929 Замёрзшая река / Frozen River — пёс Лобо
- 1929 Представления представлений (фрагмент «Азиатская фантазия») / The Show of Shows — играет самого себя
- 1929 Тигровая роза / Tiger Rose — Скотти
- 1930 Охотник / The Man Hunter — пёс Ринти (Rinty)
- 1930 Граница / On the Border — пёс Ринти (Rinty)
- 1930 Бурные воды / Rough Waters — пёс Ринти (Rinty)
- 1930 Одинокий защитник / The Lone Defender — пёс Ринти (Rinty)
- 1931 Молниеносный воин / The Lightning Warrior — пёс Ринти (Rinty)